# 旺德里马尔
旺德里马尔（法語：Vandrimare，法語發音：[vɑ̃dʁimaʁ]）是法国厄尔省的一个市镇，属于莱桑德利区。

## 地理
旺德里马尔（49°22'48"N, 1°20'35"E）面积6.48 平方千米，位于法国诺曼底大区厄尔省，该省份为法国北部内陆省份，北起滨海塞纳省，西接奧恩省和卡爾瓦多斯省，南至厄尔-卢瓦省，东临瓦兹省、瓦兹河谷省和伊夫林省。
旺德里马尔的时区为UTC+01:00、UTC+02:00（夏令时）。

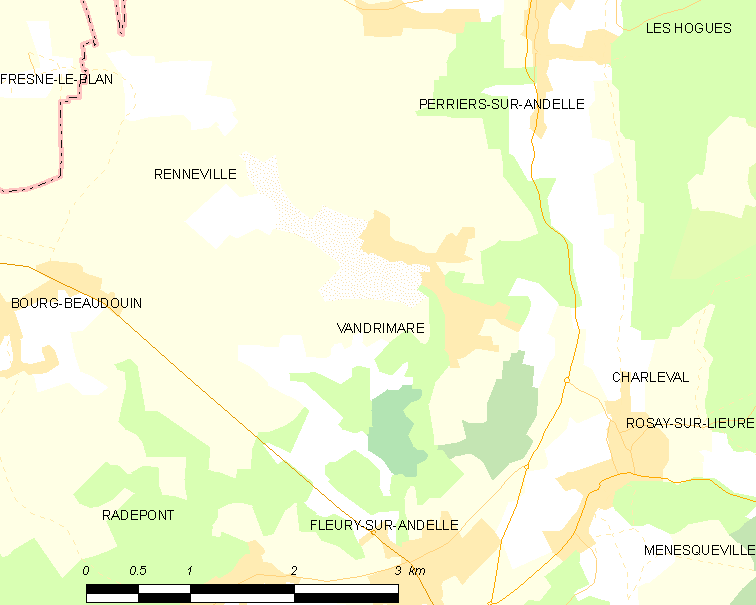
旺德里马尔的OSM定位图

## 行政
旺德里马尔的邮政编码为27380，INSEE市镇编码为27670。

## 政治
旺德里马尔所属的省级选区为昂代勒河畔罗米伊县。

## 人口

1962-2008年间旺德里马尔人口变化图示

旺德里马尔于2022年1月1日时的人口数量为966人。